# شتریگیشتال
شتریگیشتال (به آلمانی: Striegistal) یک شهر در آلمان است که در میتل‌زاکسن واقع شده‌است. شتریگیشتال ۵٬۴۸۳ نفر جمعیت دارد.